# Aich (Bodenkirchen)
Aich ist ein Gemeindeteil der Gemeinde Bodenkirchen im niederbayerischen Landkreis Landshut. Das Pfarrdorf liegt circa drei Kilometer nördlich von Bodenkirchen und ist über die Kreisstraße LA 1 zu erreichen. 
Im Zuge der Gebietsreform schlossen sich am 1. April 1971 die Gemeinden Aich, Binabiburg, Bodenkirchen und Bonbruck freiwillig zur Großgemeinde Bodenkirchen zusammen.

## Geschichte
Die früheste urkundliche Nennung von Aich geht auf das Jahr 976 zurück. In den Jahren 1125/1136 hat das Stift Berchtesgaden einen Besitz mit Eigenleuten in Aich; die Güter dienen in der Regel als Salzniederlassungen. 1212/1216 wird Hartnit de Aich genannt. In den Urkunden des Klosters Gars am Inn vom 22. Mai 1219 erscheint zum ersten Mal ein Geistlicher: Ulrich von Aich ist hier genannt, er möchte seine Ansprüche über die Kirche von Bodenkirchen vom Papst geklärt haben. Marquard von Aich ist 1268 Dienstmann der Edlen Herren von Haarbach bei Vilsbiburg. Ein entscheidender Tag in der Geschichte von Aich war der 4. März 1270. In einem Streit des Regensburger Bischofs Leo mit Heinrich von Haarbach, wird an diesem Tag über das Patronatsrecht der Kirchen Aich, Treidlkofen und Frauenhaselbach in der Pfarrei Binabiburg entschieden. Aich gehört nun dem Regensburger Bischof, Treidlkofen und Frauenhaselbach den Edlen von Haarbach. Sodann wird Aich von der Urpfarrei Binabiburg abgetrennt und wird eine eigene Pfarrei. Der Vertrag wird in Vilsbiburg ausgefertigt und gesiegelt. Das eigentliche alte „Urdorf“ Aich, mit seiner genannten „Urkirche“, dürfte in Niederaich gewesen sein, wo heute noch dieser alte Burgstall „das Schlössl“ (heute Drechsler) vom adeligen Sitz Niederaich zeugt. In einer Klosterurkunde von St. Veit bei Neumarkt vom Jahr 1302 wird „Her Chunrad der Pfarrer von Aych“ genannt. Hartprecht der Aicher, Richter in Vilsbiburg, stiftet 1360 einen Jahrtag in das Kloster St. Veit. 1390 sitzt Wilhelm Reickher in Aich. Mitte des 15. Jahrhunderts wurde die Straße von Neumarkt über Egglkofen nach Vilsbiburg, die heutige B 299 angelegt, und der Adelssitz „Neuenaich“ von den Adeligen der Reickher gegründet. Der Gründung folgte ein neues Gotteshaus an heutiger Stelle, neben der Bina. In der Kirche von Aich weisen einige Marmorgrabsteine der Reickher von Aich auf diesen Sitz, und mit ihrem Begräbnis auf ihre Kirchenstiftung hin.
Seit 1963 ist hier der Bulthaup-Hauptsitz mit Produktionsstätte.  

## Baudenkmäler

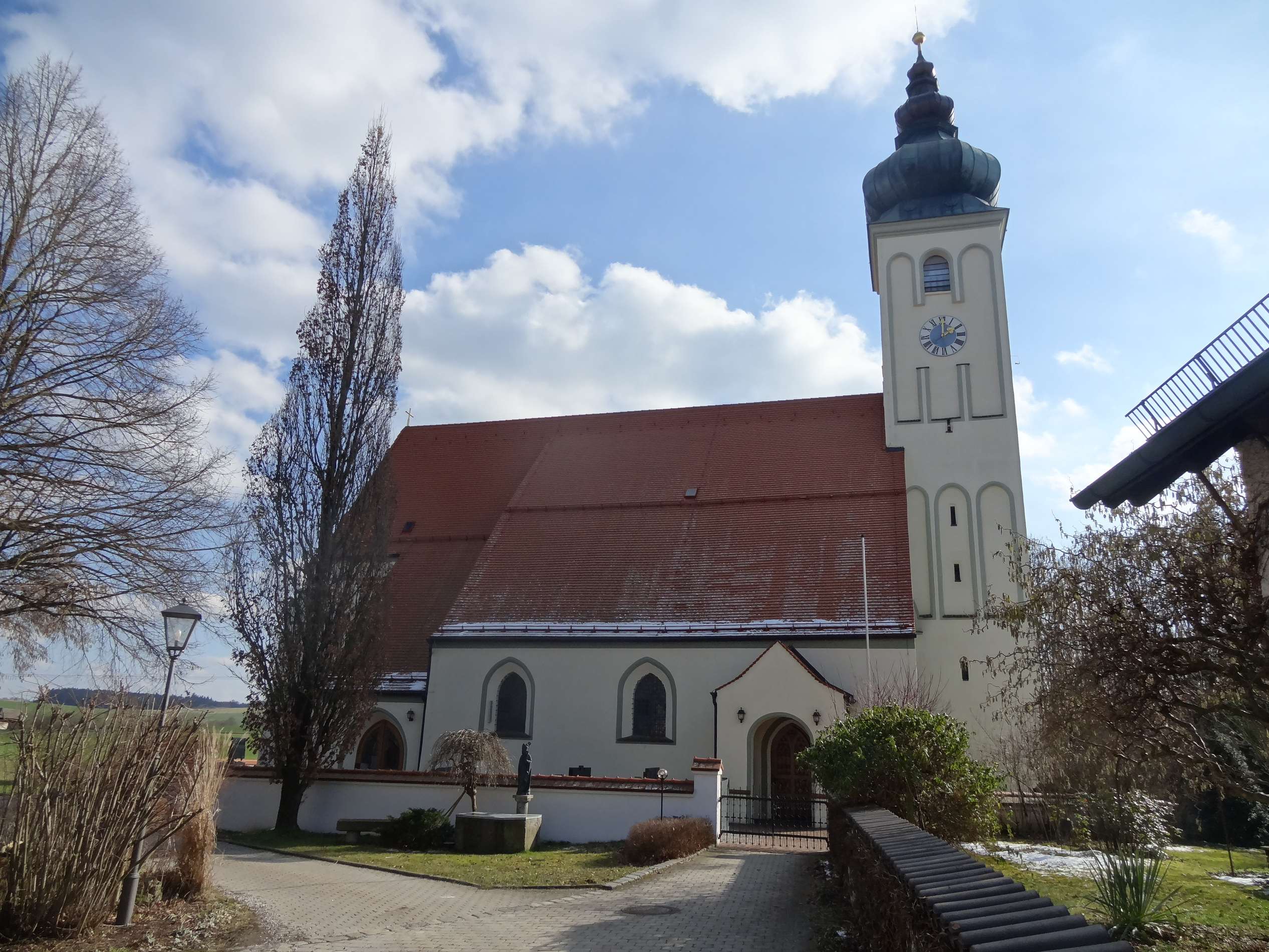
Kirche St. Ulrich

- Katholische Pfarrkirche St. Ulrich

## Bodendenkmäler
- Schloss Neuaich
- Schloss Niederaich